# جائزة بريطانيا الكبرى للدراجات النارية 1994
جائزة بريطانيا الكبرى للدراجات النارية 1994 هو سباق دراجات نارية أقيم بتاريخ 24 يوليو 1994 في دونينجتون بارك. كان الجولة العاشرة من أصل 14 في سباق الجائزة الكبرى للدراجات النارية موسم 1994. فاز كيفن شوانتز بفئة الموتو جي بي بينما جاء ميك دوهان في المركز الثاني وحصل على المركز الثالث لوكا كادالورا.

## وصلات خارجية
- الموقع الرسمي